# Chorebus scabiosae
Chorebus scabiosae är en stekelart som beskrevs av Griffiths 1967. Chorebus scabiosae ingår i släktet Chorebus och familjen bracksteklar. Inga underarter finns listade i Catalogue of Life.